# Колесников, Пётр Яковлевич
Пётр Я́ковлевич Коле́сников (12 июня 1921, хутор Комиссаровка, Донецкая губерния — 13 сентября 1978) — ветеран Великой Отечественной войны, младший лейтенант, разведчик, полный кавалер ордена Славы.

## Биография
Петр Яковлевич Колесников родился 12 июня 1921 года в хуторе Комисаровка Красносулинского района Ростовской области, в семье красного партизана гражданской войны, зарубщика шахты имени Чичерина Якова Колесникова.
Поблизости с хутором Комисаровка, в хуторе Лихой учился и закончил девять классов на «4» и на "5. Трудовую деятельность начал диспетчером Лиховской транссбытбазы в Зверевском районе Ростовской области.
В ноябре 1940 года Зверевским райвоенкоматом был призван в Красную Армию и направлен на Черноморский флот.
С началом Великой Отечественной войны одним из первых записался в формируемый отряд морской пехоты.
С июля 1941 года участвовал в боях с захватчиками.
Бригада морской пехоты, в которой служил старший сержант П. Я. Колесников, ведя кровопролитные бои за каждую пядь родной земли, отступала от Молдавии до Дона.
Участвовал в обороне Сталинграда.
После Сталинградской битвы Пётр Колесников назначен помощником командира взвода разведчиков 47-й Гвардейской дивизии.
К весне 1944 года руководил разведкой 899-го стрелкового полка 248-й стрелковой дивизии (8-я Гвардейская армия, 3-й Украинский фронт).
Гвардии старшина Колесников в ночь на 16 марта 1944 г. с группой бойцов переправился через р. Ингулец у с. Афанасьевка (Снегирёвский р-н Николаевской обл.), проник в расположение противника и провел разведку боем. Лично уничтожил 2 солдат, захватил «языка». Сведения, полученные от «языков», способствовали успешному форсированию реки. Приказом по частям 248-й стрелковой дивизии (№ 128/н) от 16 апреля 1944 года гвардии старшина Колесников Пётр Яковлевич награждён орденом Славы 3-й степени (№ 88556).
В том же боевом составе (1-й Белорусский фронт) Колесников при прорыве обороны противника в районе с. Ольшанка (Мацеювский р-н Волынская обл.) 18.7.1944 г. проник в расположение врага и сразил до 10 гитлеровцев. При освобождении железнодорожной станции Любомль (район г. Любомль, Польша) принимал участие в ликвидации окруженной группировки противника. При этом с подчиненными взял в плен около 20 фашистских солдат и офицеров. Приказом по войскам 8-й гвардейской армии (№ 322/н) от 3 сентября 1944 года гвардии старшина Колесников Пётр Яковлевич награждён орденом Славы II-й степени (№ 4183).
16.01.1945 г. западнее населенного пункта Домбрувка (Радомское воеводство, Польша) при поддержке 2 САУ разведчики во главе с Колесников атаковали врага, истребив свыше 20 гитлеровцев и более 40 взяв в плен. Разведчики доставили в штаб 87 пленных. В этом бою Колесников лично уничтожил 14 гитлеровцев.
Указом Президиума Верховного Совета СССР от 24 марта 1945 года за образцовое выполнение боевых заданий командования на фронте борьбы с немецкими захватчиками и проявленные при этом доблесть и мужество гвардии старшина Колесников Петр Яковлевич награждён орденом Славы I-й степени (№ 537). Стал полным кавалером ордена Славы.
Войну закончил помощником командира взвода того же полка.
За мужество и отвагу, проявленные в боях, на завершающем этапе войны награждён ещё двумя боевыми орденами.
За годы войны был 7 раз ранен, но всегда возвращался в строй.
Член ВКП(б)/КПСС с 1945 года.
В 1945 году гвардии младший лейтенант Колесников был уволен в запас. Петр Яковлевич Колесников вернулся в свой хутор.
В 1949 г. окончил Шахтинский горный техникум имени академика Степанова.
В середине 1960 годов вместе с семьей переехал на постоянное место жительство в поселок Зверево. Для Петра Яковлевича начался новый фронт не менее трудный и жаркий, трудовой. Работал нормировщиком на шахте «Зверевская — Восточная № 1».
К боевым наградам за много лет работы в угольной промышленности прибавились мирные: медаль «За доблестный труд», орден Октябрьской Революции.
В 1978 г. 13 сентября в 57 лет Петр Яковлевич тяжело заболел раком желудка. Умер 13 сентября 1978 г.
Похоронен на кладбище г. Зверево, Ростовская область.

## Награды
Боевые:
- Кавалер ордена Славы 3-х степеней:
  - 03.09.1944 г. награждён орденом Славы II степени
  - 16.04.1944 г. награждён орденом Славы III степени
  - 24.03.1945 г. награждён орденом Славы I степени
- Орден боевого Красного Знамени
- Орден Отечественной Войны 1-й степени
- Медаль «За взятие Варшавы»
- Медаль «За взятие Берлина»
- Медаль за участие в Отечественной Войне
- Знак «Отличный разведчик»

Трудовые:
- Орден Октябрьской Революции
- Медаль «За доблестный труд»

## Память
- В 1980 году его именем названа улица в поселке Зверево.
- На доме, в котором он жил, установлена мемориальная доска.
- 3 ноября 2009 года в городе Зверево был открыт бульвар имени Колесникова П. Я. Новый бульвар носит имя ветерана войны и труда, полного кавалера Орденов «Славы».